# Sanguèze
Die Sanguèze ist ein Fluss in Frankreich, der in der Region Pays de la Loire verläuft. Sie entspringt im Gemeindegebiet von Sèvremoine, entwässert anfangs in nordwestlicher Richtung schwenkt dann aber auf Südwest bis West und  mündet nach rund 44 Kilometern unterhalb von Le Pallet als rechter Nebenfluss in die Sèvre Nantaise. Im Verlauf des stark mäandrierenden Flusses wird eine Vielzahl von Wassermühlen betrieben.
Auf ihrem Weg durchquert die Sanguèze die Départements Maine-et-Loire und Loire-Atlantique. Der Fluss bildet auf einer Länge von etwa zehn Kilometern die Départementsgrenze.

## Orte am Fluss
- Villedieu-la-Blouère
- Gesté
- La Chaussaire
- La Regrippière
- Mouzillon
- Le Pallet